# Monastero rupestre di Inkerman
Il monastero rupestre di Inkerman è un monastero rupestre fondato nel 1850 in una scogliera che sorge vicino alla foce del fiume nero, nella città di Inkerman, amministrata come parte del porto marittimo di Sebastopoli.

## Storia
Fu fondato nel 1850 sul sito di un monastero bizantino medievale dove le reliquie di S. Clemente erano presumibilmente mantenute prima della loro rimozione a San Clemente dai Santi Cirillo e Metodio. I primi cristiani dovrebbero avere tenuto le reliquie in una grotta che poteva essere visitata solo nell'anniversario della sua morte. Guglielmo di Rubruck la descrisse come una chiesa "costruita dalle mani degli angeli".
Il monastero bizantino, probabilmente fondato nell'VIII secolo dai veneratori di icone che fuggivano dalla persecuzione nella loro patria, avevano otto cappelle di diversi piani e una locanda accessibile da una scala. Le grotte di Inkerman sono state esplorate da Peter Simon Pallas nel 1793 e furono tolte dagli inglesi negli anni 1850.
I russi hanno aggiunto due chiese, commemorando l'incidente di Borki (1895) e la guerra di Crimea (1905). Il monastero è stato danneggiato dai terremoti di Crimea del 1927 ed è stato chiuso tra il 1931 e il 1991. Durante la seconda guerra mondiale le grotte ospitavano gli ufficiali di un esercito sovietico d difesa di Sebastopoli. Diverse chiese sono state abbattute dai Sovietici.

## Galleria d'immagini

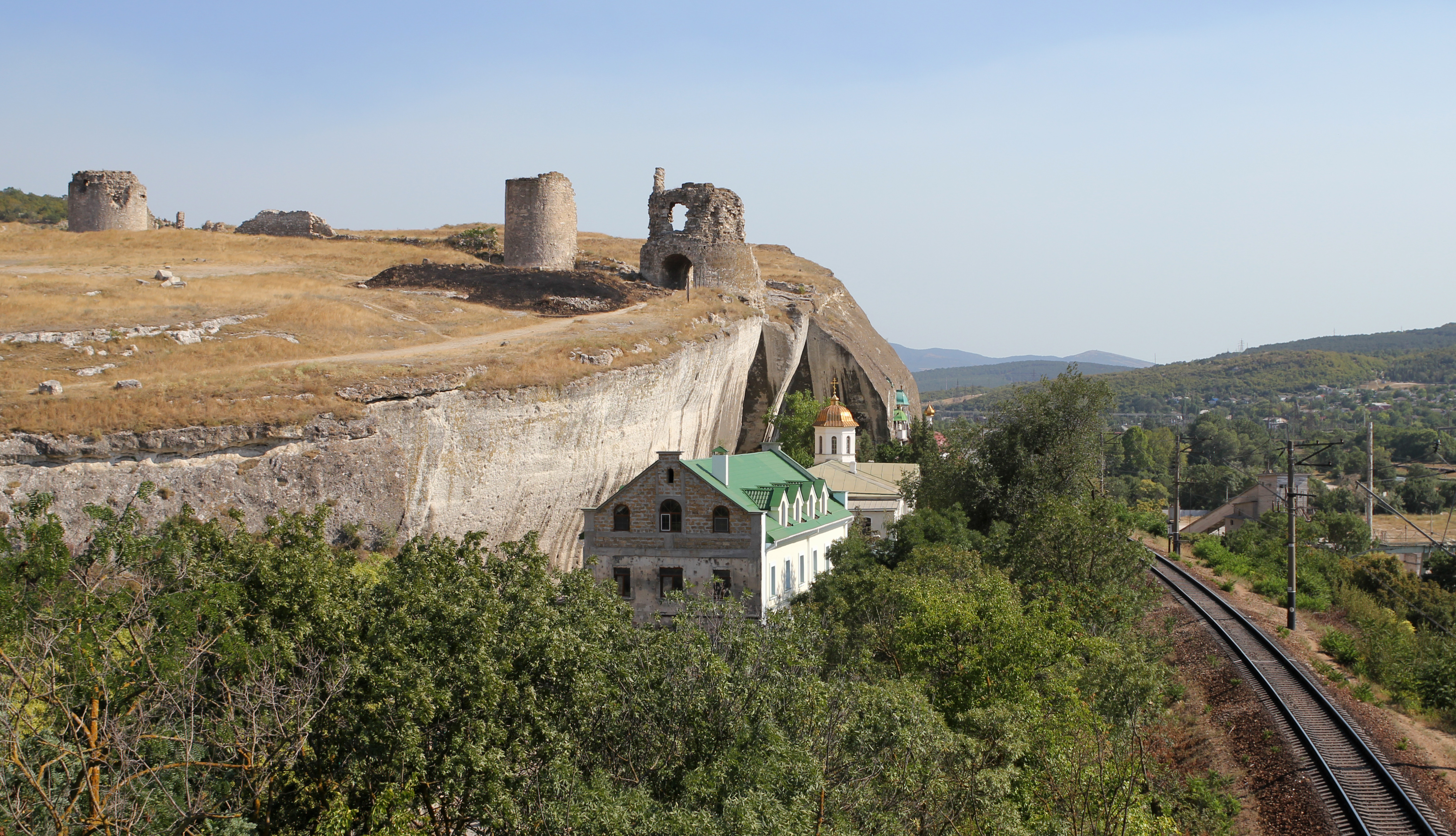
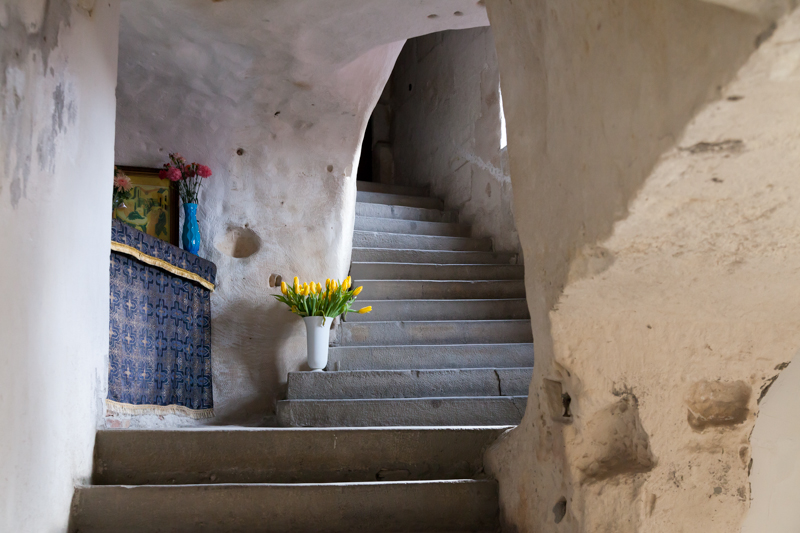
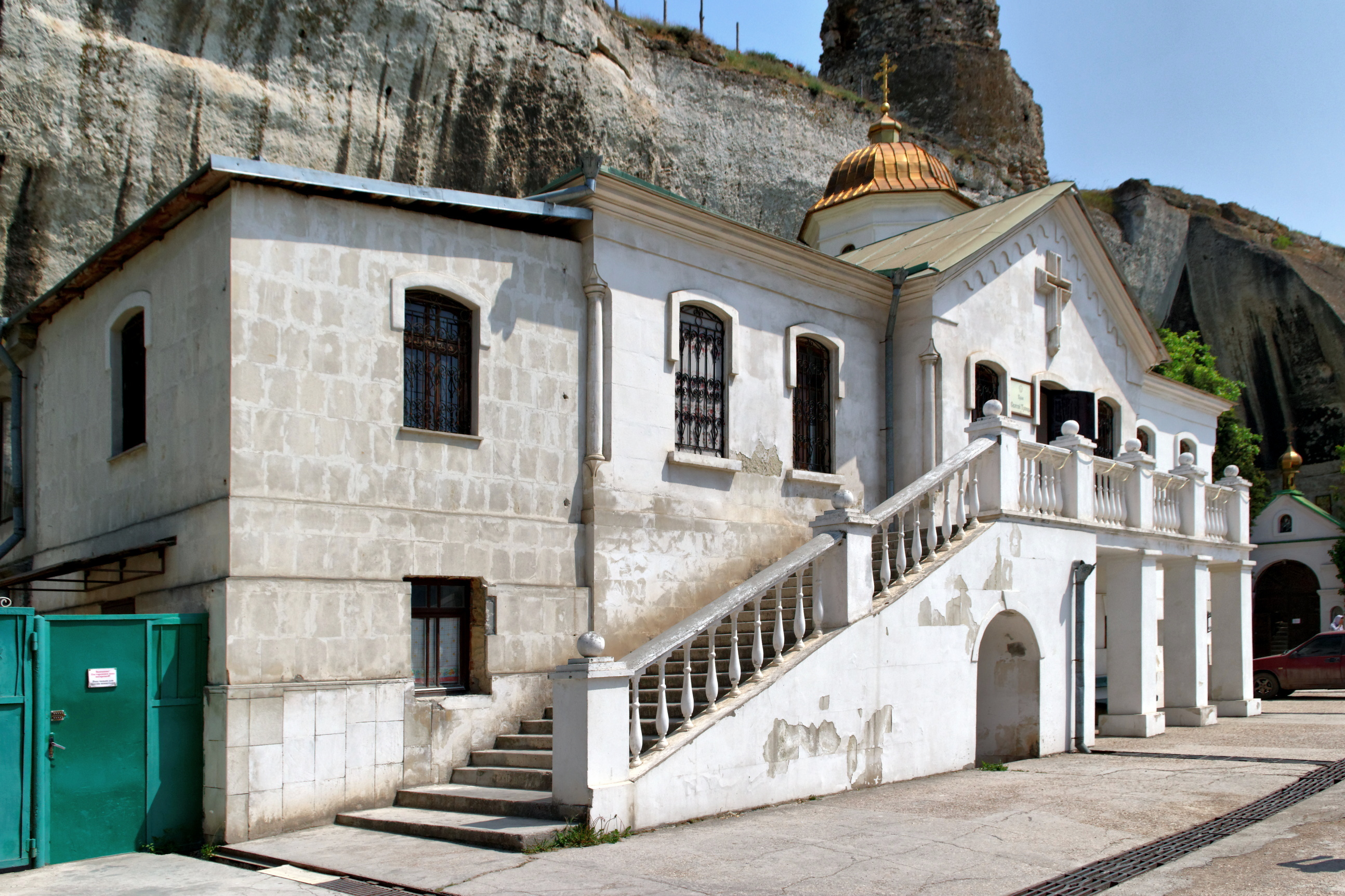
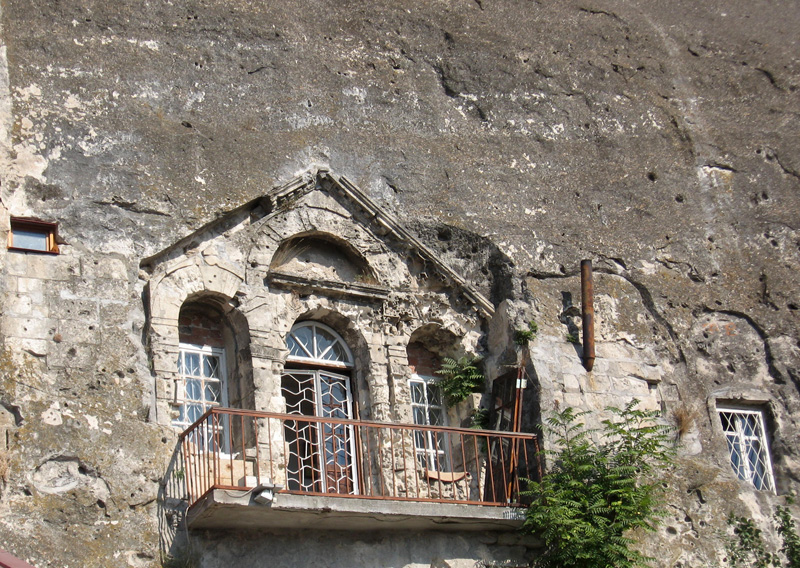
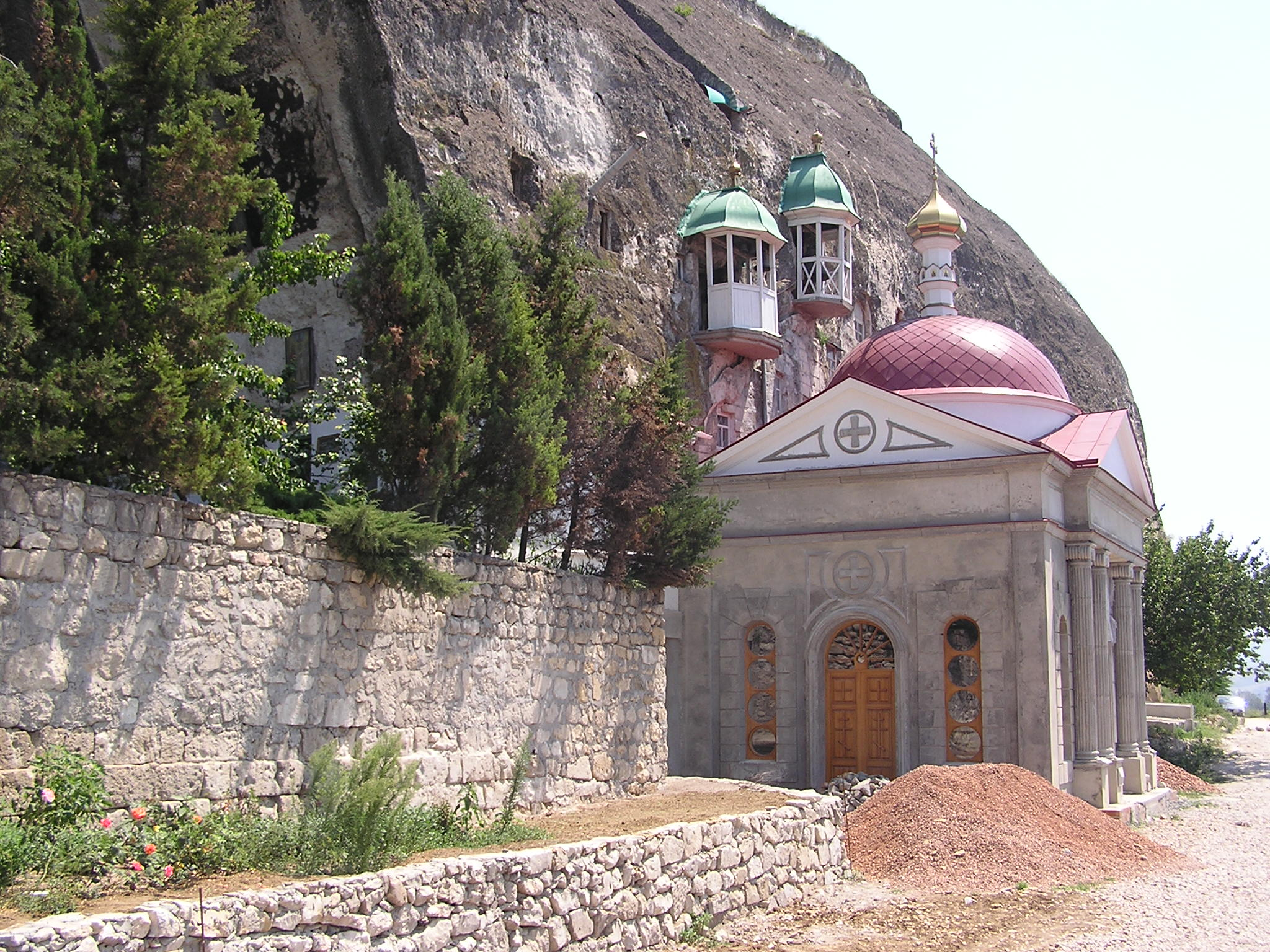